# Коце-Піскули
Коце-Піскули (пол. Koce-Piskuły) — село в Польщі, у гміні Цехановець Високомазовецького повіту Підляського воєводства.
Населення — 85 осіб (2011).
У 1975-1998 роках село належало до Ломжинського воєводства.

## Демографія
Демографічна структура станом на 31 березня 2011 року:
|          | Загалом | Допрацездатний вік | Працездатний вік | Постпрацездатний вік |
| -------- | ------- | ------------------ | ---------------- | -------------------- |
| Чоловіки | 44      | 9                  | 27               | 8                    |
| Жінки    | 41      | 13                 | 15               | 13                   |
| Разом    | 85      | 22                 | 42               | 21                   |